# Câu chuyện chủ đạo
Câu chuyện chủ đạo có thể được dùng để miêu tả góc nhìn mà trong đó lịch sử được kể từ quan điểm của nền văn hoá thống trị. Nói cách khác, nó là một "bàn tay vô hình" chi phối cách ta nhìn nhận hiện thực, và được coi là một sự thật hiển nhiên đúng, bất biến và bất di bất dịch. Câu chuyện chủ đạo có thể dùng để miêu tả nhiều khía cạnh khác nhau trong cuộc sống, như lịch sử, chính trị, hay các nhóm hoạt động xã hội khác nhau. Nền văn hóa thống trị được định nghĩa như các tập quán văn hóa của nhóm người đa số trong một xã hội. Câu chuyện ở đây có thể được định nghĩa như việc kể chuyện, thật hay tưởng tượng. Nhập hai từ này với nhau tạo ra khái niệm câu chuyện chủ đạo, ý là chỉ có câu chuyện của nhóm người đa số là được kể, và do đó được lắng nghe. Nhưng không nhất thiết câu chuyện chủ đạo nào cũng được duy trì bởi nhóm người thống trị, bởi có nhiều câu chuyện chủ đạo được duy trì và biến thành "sự thật hiển nhiên" từ một nhóm nhỏ người có quyền lực thể chế. Nói cách khác, câu chuyện chủ đạo = câu chuyện + quyền lực. Các ví dụ của câu chuyện chủ đạo có thể được tìm thấy xuyên suốt lịch sử. Câu chuyện chủ đạo có thể được định nghĩa và quyết định bởi hoàn cảnh chính trị xã hội và kinh tế mà dưới đó ta đang tồn tại.
Câu chuyện chủ đạo là một khái niệm không chỉ được dùng để giải thích sự tồn tại của một câu chuyện được kể, mà còn dùng để chỉ ra những gì làm cho việc này là khả dĩ. Từ này chỉ ra các lý do mà câu chuyện chủ đạo đó là câu chuyện của nền văn hoá thống trị hay là câu chuyện của nhóm người đa số.
Một điều quan trọng cần nhắc tới là khi nhìn vào câu chuyện chủ đạo, ta cũng cần phải xem xét những ai đã không được nhắc tới và việc này ảnh hưởng tới xã hội và các nhóm người này như thế nào. Không phải ai cũng có thể trở thành một phần của câu chuyện chủ đạo. Câu chuyện đối lập là một khái niệm được tạo ra để chỉ các câu chuyện và trải nghiệm sống của những người không thuộc về câu chuyện chủ đạo hay không được phép tiếp cận đến nó. Câu chuyện đối lập được dùng để chia sẻ các câu chuyện của các nhóm người thiểu số và chống lại câu chuyện chủ đạo.

## Các ví dụ về câu chuyện chủ đạo
Câu chuyện chủ đạo có thể được tìm thấy trong hầu như mọi khía cạnh của cuộc sống từ truyền thông, lịch sử, quảng cáo, đến hoạt động xã hội. 